# Zimbra
Zimbra Collaboration Suite (ZCS)는 이메일 서버와 웹 클라이언트를 포함하는 협업 소프트웨어이다.
Zimbra는 말 그대로 Zimbra, Inc.에서 개발되었으며, 2005년에 처음으로 릴리스되었다. 
전 Zimbra 회장 및 CTO인 스콧 디첸(Scott Dietzen)은 Zimbra라는 이름을 토킹 헤즈의 노래, "I Zimbra"에서 따왔다고 한다.

## 같이 보기
- 오피스 제품군 비교